# Vereinigte Zwietracht der wechselnden Saiten, BWV 207
Vereinigte Zwietracht der wechselnden Saiten, BWV 207 (Unió discordant de les cordes) és una cantata profana de Johann Sebastian Bach d'homenatge al professor de la Universitat, Gottlieb Kortte, estrenada a Leipzig l'11 de desembre de 1726.

## Origen i context
D'autor desconegut – encara que podria ser de Picander – està destinada a la presa de possessió de la càtedra de Dret del nou titular, Gottlieb Kortte, professor tan estimat pels alumnes com ho era el Dr. August Friedrich Müller, a qui Bach li havia dedicat, l'any anterior, la BWV 205. El llibret no proposa cap argument, sinó una al·legoria en què hi participen quatre idees: la Fortuna (soprano), el Reconeixement (contralt), l'Estudi (tenor) i l'Honor (baix) – tots ells presents en la figura de Kortte –que desenvolupen un discurs molt moralitzant. Aquesta obra l'aprofità Bach, en la seva major part, per a la BWV 207a. A més de la BWV 205 indicada, altres cantates dedicades a professors de la Universitat de Leipzig, són la BWV 36b i la BWV 36c.

## Anàlisi
Obra escrita per a soprano, contralt, tenor, baix i cor; tres trompetes, timbals, dues flautes travesseres, dos oboès d'amor, oboè de cacera, corda i baix continu. Consta de nou números,
1. Cor: Vereinigte Zwietracht der wechselnden Saiten
2. Recitatiu (tenor): Wen treibt ein edler Trieb zu dem, was Ehre heißt
3. Ària (tenor): Zieht euren Fuß nur nicht zurücke
4. Recitatiu (baix i soprano): Dem nur allein
5. Ària (duet de baix i soprano): Den soll mein Lorbeer schützend decken
6. Recitatiu (contralt): Es ist kein leeres Wort, kein ohne Grund erregtes
7. Ària (contralt): Ätzet dieses Angedenken
8. Recitatiu (tenor, baix, soprano i contralt): Ihr Schläfrigen, herbei!
9. Cor: Kortte lebe, Kortte blühe!

El cor inicial, una fanfara d'acompanyament del seguici, és una altra obra mestra de Bach, està basat en el tercer moviment del primer dels Concerts de Brandenburg, BWV 1046, amb algunes modificacions com el canvi de tonalitat, de Fa major a Re major, la substitució de les trompes per trompetes i timbals i el reforçament dels oboès amb dues flautes. El recitatiu del tenor no té res a destacar i dona pas a l'ària binària amb unes vocalitzacions sobre paraules tan significatives com Erwählt (elegit), Lohn (recompensa), Strasse (camí) o gleichen Masse (igual mesura). Els dos números següents van a càrrec del baix i el soprano conjuntament, el ritornello del duet del número 5 prové del segon trio, també del primer Concert de Brandenburg. La següent parella de recitatiu i ària corresponen al contralt; a l'ària en destaca el diàleg imitatiu de les flautes i les cordes a l'uníson. A l'últim recitatiu, número 8, van entrant tots els solistes recolzats per la corda duplicada pels oboès i el continu, que conviden a intervenir en el cor final, el qual té un aire de dansa de compàs binari, amb una primera part més homòfona, i les altres més dialogades; en conjunt es tracta d'un himne solemne amb el text convencional i típic de cloenda de la cerimònia. Té una durada aproximada d'uns trenta-cinc minuts.

## Discografia seleccionada
- J.S. Bach: Secular Cantatas BWV 206, 207a & 207. Helmuth Rilling, Bach-Collegium Stuttgart, Gächinger Kantorei Stuttgart, Marlis Petersen, Marcus, Ullmann, Klaus Häger. (Hänssler), 1999.
- J.S. Bach: Secular Cantatas BWV 205 & 207. Peter Schreier, Kammerorchester Berlin, Berliner Solisten, Edith Mathis, Carolyn Watkinson, Peter Schreier, Siegfried Lorenz. (Berlin Classics), 1996.
- J.S. Bach: Secular Cantatas Vol. 5. Reinhard Goebel, Musica Antiqua Köln, Ex Tempore, Dorothea Röschmann, Axel Köhler, Christoph Genz, Hans-Georg Wimmer. (Teldec), 2000.
- J.S. Bach: Secular Cantatas BWV 207 &0214. Philippe Herreweghe, Collegium Vocale Gent, Ex Tempore, Carolyn Sampon, Ingeborg Danz, Mark Padmore, Peter Kooij. (Harmonia Mundi), 2004.
- J.S. Bach: Secular Cantatas 30a & 207. Gustav Leonhardt, Les Chantres du Centre de Musique Baroque de Versailles, Café Zimmermann, Monika Frimmer, Robin Blaze, Markus Schäfer, Stephan MacLeod. (Alpha), 2007.
- J.S. Bach: Secular Cantatas BWV 205 & 207. Masaaki Suzuki, Bach Collegium Japan, Joanne Lunn, Robin Blaze, Wolfram Lattke, Roderick Williams. (BIS), 2013.